# Lancaster (Kentucky)
Lancaster város az Amerikai Egyesült Államok Kentucky államában, Garrard megyében, melynek megyeszékhelye is. Lakosainak száma 3899 fő (2020. április 1.).

## Népesség
A település népességének változása:

| 2010 | 3 442 |
| 2020 | 3 899 |